# Zeneida Lima
Zeneida Lima (Soure, 21 de julho de 1934) é uma pajé, ambientalista e escritora brasileira. Criou a organização não governamental Instituição Caruanas do Marajó (ICMCE) com o objetivo de defender o meio ambiente e levar educação às crianças da Ilha de Marajó. Em 2021, recebeu o título de Doutora Honoris Causa pela Universidade do Estado do Pará.

## Biografia
Zeneida Lima é bisneta de Coemitanga, um sacaca (pajé que tem o poder de viajar pelo fundo dos rios e lagos), mas filha de Angelino Lima, um latifundiário, político e importante advogado criminalista na Belém das décadas de 1930 e 1940, amigo de personalidades como o interventor Magalhães Barata e Justo Chermont.
Depois de uma primeira infância onde foi acometida por doenças misteriosas, aos 11 anos de idade desapareceu durante 17 dias nas terras do pai, tendo sido posteriormente encontrada por um capataz da fazenda dentro de um casulo de cipós e folhas. Ao ser interrogada sobre o que lhe ocorrera, relatou ter sido raptada por seres de pele azul e escamosa, que a chamavam para dentro do rio. Mesmo cético diante do relato, o pai aceitou o conselho de levar a menina para que buscasse orientação espiritual junto a um conhecido pajé de Salvaterra, Mestre Mundico. Foi este quem iniciou Zeneida Lima nos mistérios dos caruanas (entidades).
Aos 17 anos, já casada, Zeneida Lima mudou-se para o Rio de Janeiro com sua mãe e irmãos, ali residindo por 27 anos. Ao voltar ao Pará, descobriu que a pajelança cabocla que havia conhecido na infância estava passando por um processo de assimilação por outras práticas e crenças religiosas. Temendo que este legado cultural se perdesse, decidiu escrever um livro, O Mundo Místico dos Caruanas e a Revolta de Sua Ave, editado em 1992 (com prefácio da escritora Rachel de Queiroz) e relançado em 2002 como O Mundo Místico dos Caruanas da Ilha do Marajó, onde relatou seu aprendizado místico, sua trajetória de vida e as práticas aprendidas em sua formação como pajé.
Em 1998, o livro de Zeneida Lima foi adaptado pela escola de samba Beija-Flor de Nilópolis para o enredo "Pará, o Mundo Místico dos Caruanas, nas Águas do Patu-Anu", vencedor do carnaval daquele ano.
Em 1999, no Rio de Janeiro, conjuntamente com a amiga Rachel de Queiroz, Zeneida Lima fundou a ONG Instituição Caruanas do Marajó. O cantor Neguinho da Beija-Flor foi testemunha e também assinou o documento. A pajé retornou então a Marajó, e no ano seguinte começou a estruturar a instituição.
Zeneida Lima também gravou mais de 150 músicas, tanto de pajelança quanto laicas, cujos registros foram guardados pelo músico Egberto Gismonti, com a condição de não serem utilizadas comercialmente e só serem divulgadas após a morte da pajé.
Em 2017, foi lançado um filme de Tizuka Yamasaki, Encantados, sobre a vida de Zeneida Lima.

## Obras publicadas
- O Mundo Místico dos Caruanas e a Revolta de Sua Ave (1992)
- A Estranha (1993)
- Lendas da Amazônia (2000)
- O Mundo Místico dos Caruanas da Ilha do Marajó (2002)
- O Recado do Papagaio
- Perigo na Floresta
- Dona Chica a Protetora da Floresta Amazônica
- O Mosquito Dengoso